# RBM28
La proteína 28 de unión al ARN es una proteína que en humanos está codificada por el gen RBM28. Es un componente nucleolar de los complejos ribonucleoproteicos espliceosomales.